# الجيش البيروي
الجيش البيروفي (بالإسبانية: Ejército del Perú اختصاراً EP)‏.
فرع من فروع القوات المسلحة البيروفية المكلفة على الحفاظ على استقلال وسيادة وسلامة الأراضي الوطنية ضمن الأراضي البيروالبيروفية عن طريق القوة العسكرية. كما تتضمن واجباته مهام مثل في الحفاظ على الأمن الداخلي، وإجراء عمليات الإغاثة في حالات الكوارث والمشاركة في عمليات حفظ السلام الدولية. ويُحتفل بالذكرى السنوية لمعركة اياكوتشو في 9 ديسمبر سنة 1824.

## التاريخ
تعود التقاليد العسكرية في البيرو إلى عصر ماقبل كولومبس وقد تراوحت من جيوش إمارات صغيرة إلى جيش كبير في عصر إمبراطورية الإنكا. بعدالغزو الإسباني بقيت حاميات صغيرة في المناطق الإستراتيجية، لكن لم يوجد جيش نظامي حتى اصلاحات بوربون في القرن الثامن عشر وكان الغرض الأساسي من هذا الجيش الناشئ الدفاع عن التاج الإسباني من القراصنة والتمردات الداخلية.

### الاستقلال
تأسس الجيش البيروفي بشكل رسمي في 18 أغسطس 1821 عندما انشأت حكومة الجنرال خوسيه دي سان مارتان فيلق الحرس البيروفي على الرغم من أن بعض الوحدات العسكرية كانت قد تأسست قبل هذا التاريخ.
تعتبر القوات البيروفية من المشاركين الرئيسيين في الحروب الحكم الإسباني في أمريكا الجنوبية، تحت قيادة الجنرال سيمون بوليفار، والتي انتهت بالنصر في معارك خونين وأياكوتشو في عام 1824

### القرن التاسع عشر

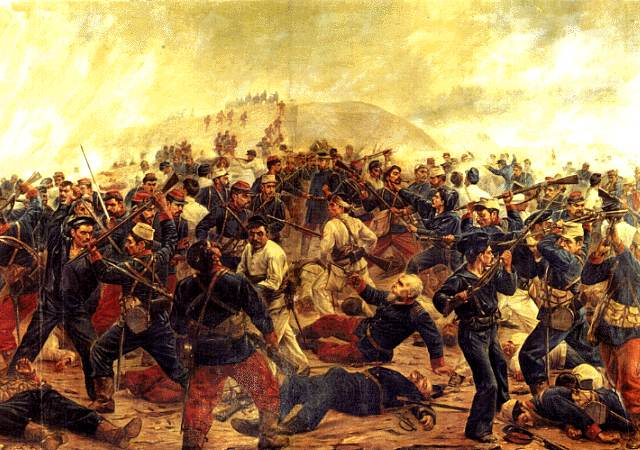
معركة أريكا 1880.

تأسست قاعدة قوية للعسكريين بعد حرب الاستقلال البيروفية مما جعل كل رئيس بيروفي ذو خلفية عسكرية وذلك حتى سنة 1872. كما ساهم الجيش في الدفاع عن حدود البيرو ودخل في العديد من الحروب ضد جيرانه. ومن هذه النزاعات الحرب مع كولومبيا الكبرى في الفترة 1828–1829 وكذلك الحرب من أجل كونفدرالية البيرو وبوليفيا في الفترة 1836–1839. كما تم غزوين لبوليفيا الأول في الفترة 1827–1828 والثاني سنة 1841 كما تم احتلال الإكوادور لقترة قصيرة 1859–1860. ازدادت عائدة الدولة منذ سنة 1841 من جراء تصدير ذرق الطيور مما سمح بتطوير جيش حديث. بالإضافة إلى توطيد السلطة السياسية. وكان من هذه النتائج النجاح في الدفاع ضد الحملة الإسبانية سنة 1866 في معركة كالاو. لكن الإسراف في الانفاق المستمر والتنامي في الدين العام أدى إلى أزمة مالية مزمنة في سنة 1870 مما أثر على ميزانية الدفاع. وترتب على ذلك عدم الجاهزية العسكرية جنبا إلى جنب مع القيادة السيئة وهذه الأسباب أدت لهزيمة البيرو ضد تشيلي في حرب المحيط الهادي ضمن الفترة 1879–1883. بدأت إعادة بناء الجيش بعد الحرب ببطء بسبب نقص الأموال العامة. حدثت نقطة تحول رئيسية في عملية إعادة البناء في عام 1896 بعد وصول بعثة عسكرية فرنسية تعاقدت مع الرئيس نيكولاس دي بيرولا.
مع حلول عام 1900 بلغت تعداد الجيش في أوقات السلام المشاة (حوالي 2000 جندي)، اثنين وأربعة فوج من سلاح الفرسان (بين ستة و 700 جندي)، وفوج واحد مدفعية (أكثر من 500 جندي فقط) ليصبح المجموع 3075 عسكري. وكانت المدرسة العسكرية تقع في مقاطعة كوريلوس إضافة إلى استمرار المساعدات الفرنسية.

### القرن العشرين
خضع الجيش البيروفي في أوائل القرن العشرين إلى سلسلة من الإصلاحات بإشراف البعثة الفرنسية والتي عملت في الفترات 1896-1914و 1919–1924 و 1932-1939. وشملت التغييرات تبسيط لهيئة الأركان العامة، وإنشاء ديكلية الحرب في عام 1904، وإنشاء أربع مناطق عسكرية (الشمال والوسط والجنوب والشرق) في عام 1905 إضافة إلى احتراف المهن العسكرية. وكانت التحسينات مثل هذا دور أساسي في الأداء الجيد للجيش في مناوشات على الحدود مع كولومبيا في الفتر (1911 و 1932) والحرب ضد الإكوادور سنة 1941.
وعلى الرغم من عدم مشاركة البيرو في الحرب العالمبة الثانية، إلا أن هذه الحرب كان لها أثر كبير في تغير البنية العسكرية، من خلال استبداد النفوذ العسكري الفرنسي بإشراف عسكري من قبل الولايات المتحدة الأمريكية. بدأت البعثات العسكرية الأمريكية عملياتها في عام 1945 عقب ذلك تدفق المثر من المعدات العسكرية الأمريكية التي سلمت كمساعدات عسكرية أو بيعها بسعر منخفض جدا. كما جعلت واشنطن نفسها كدولة قائدة للدفاع القاري من خلال إنشاء مجلس الدفاع المشترك الأمريكي في عام 1942 وتوقيع معاهدة البلدان الأمريكية للمساعدة المتبادلة في عام 1947.
خضعت الحكومة لسيطرة المؤسسة العسكرية في الفترة ما بين 1968 و1980 وفي أوائل 1970، استعيض عن تزويد العسكري للولايات المتحدة للجيش بتدفق كميات كبيرة من المعدات والمدربين السوفييت. عادت السلطة السياسية للمدنيين في 1980.
أدى اندلاع حرب حدودية قصيرة مع الإكوادور في عام 1995. إلى تم دمج النساء في الجيش لأول مرة كمجندين في عام 1993 ثم كضباط في عام 1997

### القرن الواحد والعشرين
ترك سقوط نظام البرتو فوجيموري الجيش البيروفي في حالة صعبة، وتعرض بعض من كبار موظفيه للخطر بسبب فضائح الفساد وانتهاكات حقوق الإنسان. وأجريت العديد من الإصلاحات خلال رئاستي فالنتين بانياغوا (2000-2001) واليخاندرو توليدو (2001-2006)، ومن بينها الادعاء في القضايا الجنائية المتصلة بالخدمة العسكرية، وإعادة تنظيم النظام والرتب عالسكرية والإشراف من خلال زيادة المدنيين ضمن المؤسسة بعد تجديد وزارة الدفاع.